# Spirídon Trikupis
Spirídon Trikupis (grec: Σπυρίδων Τρικούπης)  (Mesolongi, 20 d'abril de 1788 - Atenes, 12 de febrer de 1873 (Julià)) va ser diplomàtic, escriptor, estadista i polític. Va ser Primer Ministre de Grècia l'any 1833 i membre dels governs provisionals de Grècia des de 1826.

## Biografia
Després d'estudiar a París i Londres, es va convertir en secretari privat del polític britànic Frederick North, V comte de Guilford, governador de les Illes Jòniques.
Durant la guerra d'Independència grega, va ocupar diversos càrrecs administratius i diplomàtics importants. Va ser membre del govern provisional en 1826, membre de la convenció nacional a Trezè el 1827, i president del Consell i Ministre d'Afers Exteriors el 1832. Va ser nomenat Primer Ministre de Grècia el 1833. I per tres vegades ambaixador grec a Londres (1835-1838, 1841-1843 i 1850-1861), i el 1850 enviat extraordinari a París. El seu fill Kharílaos Trikupis va ser també Primer Ministre de Grècia.

## Obres literàries
La seva oració fúnebre per al seu amic Lord Byron enterrat a la catedral de Missolonghi el 1824, ha estat traduïda en molts idiomes. Una col·lecció dels seus discursos religiosos i polítics va ser publicada a París l'any 1836. Va ser autor d'Istoria tis Ellinikis Epanasteseos (Londres 1853-1857) –la seva obra sobre la història de la revolució grega–.